# جنيفر كيمبل
جنيفر كيمبل (بالإنجليزية: Jennifer Kimball)‏ هي ملحنة ومغنية مؤلفة ومغنية أمريكية، ولدت في عقد 1960.

## وصلات خارجية
- الموقع الرسمي
- جنيفر كيمبل على موقع IMDb (الإنجليزية)
- جنيفر كيمبل على موقع ميوزك برينز (الإنجليزية)
- جنيفر كيمبل على موقع أول ميوزيك (الإنجليزية)
- جنيفر كيمبل على موقع ديسكوغز (الإنجليزية)